# Jacob van der Schuere

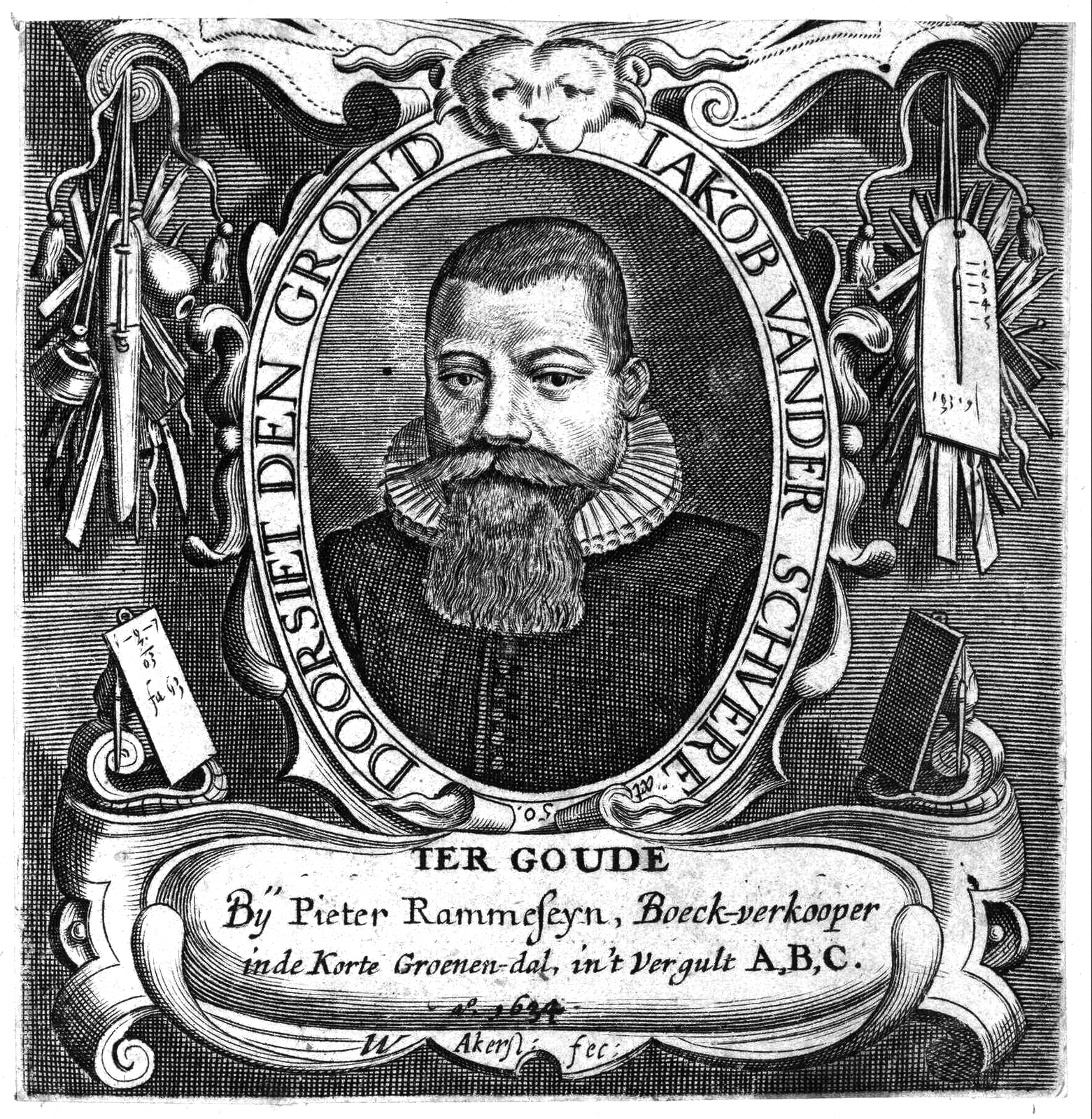
Jacob van der Schuere

Jacob van der Schuere (Menen, 1576 - Haarlem (?), na 1643) was een prozaschrijver, dichter, grammaticus en schoolmeester te Haarlem. Van der Schuere was lid van de Vlaamse rederijkerskamer De Witte Angieren voor Vlaamse immigranten in Haarlem. Van der Schuere behoorde tot de vaste kring van de schilder Carel van Mander.

## Levensloop
Als jongeman vluchtte Jacobus rond 1590 met zijn ouders naar Noord-Nederland. Ze vestigden zich, zoals honderden andere Zuid-Nederlanders in Haarlem. Hij was twintig toen hij in 1596 een privéschool opende. Hij onderwees er onder meer het Frans. In 1600 verscheen zijn boekje Arithmetica dat vele herdrukken kende.
In 1610 kwam van zijn rederijkerskamer De Witte Anjelieren de samengestelde verzamelbundel Den Nederduitschen Helicon uit, die nog ontworpen was door Van Mander. Ook vertaalde hij de Tristia ("Treurzangen") van Ovidius, een bundel autobiografische elegieën over de omstandigheden van Ovidius toen hij in ballingschap verkeerde.
In 1612 kwam Van der Schueres Nederduytsche spellinge uit. Hierin doet hij verschillende voorstellen voor de Nederlandse spelling. In deze theorieën laat Van der Schuere zich kennen als een taalpurist.
Als schoolmeester publiceerde Van der Schuere ook over boekhouden en bracht hij een werk over rekenkunde uit, waarin hij zijn lezers aan de hand van allerhande vraagstukken praktische kennis van de wiskunde wilde bijbrengen.
In Amsterdam laten Jacob van der Schuere 'geboortich van Meenen in Vlaenderen ende deersame Josyntge Lievens, geboortich van Vlissingen in Zeeland, echteluyden woonende beyde opde Heeregraft byde Heerestrate binnen deser Stede, mij Notaris bekent,' op 20 april 1641 een testament opmaken dat ze later herroepen. Notaris is Joost van de Ven, akte op f. 78 e.v. in band 1059 in het Notarieel Archief (5075) in Stadsarchief Amsterdam. Dit werpt enig licht op hun woonplaats in de latere levensjaren.